# Dušan Hájek
Dušan Hájek (* 21. července 1946 Bratislava) je slovenský bubeník, který hrál se skupinami jako Prúdy, Soulmen, Collegium Musicum, Modus, Limit, Banket. Začínal v skupině Galaxia, která se rozpadla hned po ukončení střední školy. Později nastoupil k skupině Phantoms a po jejím rozpadu přešel do Blues Five. V skupině The Soulmen hrál jen krátkodobě, z důvodu studií. Na Slovensku je nejvíc znám jako bubeník skupiny Collegium Musicum, ve které hrál od roku 1969. V letech 1984-1986 Dušan Hájek bubnoval v Blues Bandu Luboše Andršta. V současnosti pracuje jako filmový manažer. 
Po odchodu ze skupiny Collegium Musicum hrál na průsvitných plastových bicích značky Ludwig. Jeho hra je charakteristická používáním přídavných bubnů značky Amati.